# Jiří Hodač (1965)
Jiří Hodač (nar. 20. dubna 1965) je český úředník, podnikatel a politik.
Od roku 2006 do ledna 2009 byl prvním náměstkem ministra dopravy České republiky Aleše Řebíčka a vedl sekci dopravní agendy, infrastruktury a ekonomiky. Je členem ODS, v roce 2007 získal cenu Ropák roku.

## Životopis
Stejně jako ministr Řebíček pochází z Teplicka. Vede oblastní organizaci ODS v Proboštově.
Absolvoval střední průmyslovou školu se zaměřením na ekonomiku a provoz automobilové dopravy. Nemá vysokoškolské vzdělání. Pro činnost náměstka mu byla udělena ministrem výjimka z požadovaného vzdělání s podmínkou, že si musí vysokoškolské vzdělání doplnit. Tají však, na kterou školu ke studiu nastoupil.
Před nástupem na ministerstvo dopravy koncem roku 2006 byl regionálním manažerem pro severozápadní Čechy v dánské firmě Marius Pedersen podnikající v komunálních odpadech, měl asi 300 podřízených. Tato firma i nadále platí Hodačovi účet za mobilní telefon. Hodač uvádí, že se k ní chce po skončení svého působení na ministerstvu vrátit.
Je také jednatelem a společníkem teplických firem M + H Teplice spol. s r.o. v likvidaci (ubytovací služby) a L 11 spol. s r. o. (koupě zboží za účelem dalšího prodeje), které údajně od roku 1998 nevyvíjejí žádnou činnost.
Týdeníku Ekonom i dalším médiím odmítl poskytnout rozhovor. Podle týdeníku Ekonom generální ředitel jedné z organizací spadajících pod ministerstvo dopravy prozradil Hodačovu přezdívku „řezník“ pro jeho emotivitu a impulsivitu.
Od roku 2011 působí jako předseda dozorčí rady fotbalové Slavie, kterou vlastní jeho bývalý nadřízený Aleš Řebíček.

## Působení na ministerstvu
Na ministerstvu nejprve nastoupil do funkce ředitele odboru infrastruktury. V listopadu 2006 se stal ředitelem odboru pozemních komunikací. Postupně pod jeho Sekci dopravní agendy, infrastruktury a ekonomiky přešlo celkem 8 až 9 odborů ministerstva, zatímco ostatní náměstci vedou maximálně dva odbory. Podle týdeníku Ekonom jsou to především odbory, kde se rozhoduje o penězích. Spadá pod něj například odbor fondů EU, odbor financí a ekonomiky, odbor silniční dopravy, odbor provozu silničních vozidel, odbor informačních systémů a komunikací, odbor vnitřní správy. V lednu 2008 pod něj spadalo 233 osob ze 465, které na ministerstvu pracovaly. V květnu 2008 se stal 1. náměstkem ministra. Údajně se podílel na přípravě tajného dodatku smlouvy s firmou Kapsch na výběr mýtného, který 27. prosince 2007 za stát podepsal. V letech 2007-2008 byl předsedou dozorčí rady Letiště Praha a podílel se na přípravě privatizace v odhadované hodnotě 70 miliard Kč, je také členem řídicího výboru Českých drah. Patří pod něj i odbor, který zpracoval vyhlášku, která podle názoru kritiků zvýhodnila provozovatele Polygonu Most. Naopak dříve plánovanému projektu Regiotram Nisa Řebíčkovo a Hodačovo vedení podporu odmítlo. Někdy byl Jiří Hodač označován za faktického vládce ministerstva.
Podle zdrojů týdeníku Ekonom Hodač nechává podíl na strategických rozhodnutích i kontroverzním osobám mimo ministerstvo, například podnikateli Romanu Janouškovi (o kterém se na ministerstvu mluví pod krycím jménem Romeš), a právníku Karlu Muzikářovi, jímž řízená kancelář poskytuje externě ministerstvu právní služby a jejíž údajný bývalý zaměstnanec Libor Tejnil je ředitelem úseku podřízeného Hodačovi. Dotčení podobné vazby popírají nebo nepřiznávají.

## Bezpečnostní prověrka
Těsně před jeho nástupem do funkce 1. náměstka ministr zrušil pro tuto pozici povinnost podstoupit bezpečnostní prověrku na styk s utajovanými skutečnostmi. Hodač ji podstoupit odmítl s odůvodněním, že nepřichází do styku s utajovanými skutečnostmi. Dřívější 1. náměstek Rudolf Vyčichla však toto tvrzení prohlásil za nesmysl, protože 1. náměstek se často zúčastňuje zasedání bezpečnostní rady vlády a do kontaktu s tajnými informacemi přichází často. Lubomír Prchal z Národního bezpečnostního úřadu vyjádřil názor, že první náměstci ministrů prověrku mít musí a výjimka se na ně nevztahuje. Všech pět ostatních náměstků tuto prověrku má.
Michal Pešan, který 18 let působil jako ředitel bezpečnostního odboru ministerstva, obdržel od Hodače odvolání bez udání důvodu několik dní poté, co jeho odbor potvrdil médiím informaci, že Hodač nemá bezpečnostní prověrku. Úkolem bezpečnostního odboru mimo jiné je, aby k tajným informacím v archivu ministerstva měli přístup jen lidé s bezpečnostní prověrkou. Hodač odkázal novináře s dotazem na mluvčího ministerstva Hanzelku, kterému se však důvody odvolání nepodařilo zjistit. Ministr Řebíček při interpelacích v Poslanecké sněmovně na interpelaci Jiřího Petrů (ČSSD) odpověděl, že neví o tom, že by byla nějaká souvislost mezi odvoláním Pešana a jeho potvrzením, že Hodač nemá prověrku.

## Ropák roku
V dubnu 2008 byla Jiřímu Hodačovi organizací Děti Země udělena cena Ropák roku za to, že bojkotoval usnesení vlády č. 1064 ze dne 19. 9. 2007, které ministrovi dopravy uložilo jmenovat skupinu odborníků, jež by vyhodnotila variantní řešení výstavby silničního okruhu kolem Prahy, dálnice D3 ve Středočeském kraji a rychlostní silnice R55 (dnes dálnice D55), a že vyhrožoval žalobami občanským sdružením za jejich aktivní účast ve správních řízeních. Dalším důvodem byl souhlas s vykoupením pozemků pro stavbu vodního stupně Přelouč II. na Labi, přestože ministr životního prostředí nepovolil výjimku, která by výstavbu umožnila.

## Zastrašování představitelů Drážní inspekce
Generální inspektor Drážní inspekce Roman Šigut uvedl pro pořad Reportéři ČT, že Jiří Hodač mu vyhrožoval a usiloval o zkreslení výsledků vyšetřování tragické železniční nehody v Moravanech. „Řekl mi, že si mám vybrat mezi dvěma variantami. Buďto dobrovolně odstoupím z funkce generálního inspektora Drážní inspekce, anebo mě nechají odvolat“, popsal schůzku Šigut pro internetový deník Aktuálně.cz.

## Toskánská aféra
V červenci 2009 se účastnil setkání vlivných politiků, lobbistů a podnikatelů v italském Monte Argentariu. Setkání bylo kritizováno především v souvislosti s přijetím kontroverzního zákona o emisních povolenkách, který umožní miliardové zisky energetické společnosti ČEZ, jejíž generální ředitel Martin Roman byl jedním z účastníků aféry. Média upozorňovala rovněž na nejasnosti ve financování pobytu jednotlivých účastníků.